# يوليا سينيجر
يوليا سينيجر (بالروسية: Снигирь, Юлия Викторовна)‏ هي عارضة وممثلة روسية، ولدت في 2 يونيو 1983 في روسيا. بدأت مشوارها المهني سنة 2006.

## أعمال

### أفلام
- (2013) يوم مناسب لموت قاسي[4][5][6]

## وصلات خارجية
- يوليا سينيجر على موقع IMDb (الإنجليزية)
- يوليا سينيجر على موقع ألو سيني (الفرنسية)
- يوليا سينيجر على موقع أول موفي (الإنجليزية)
- يوليا سينيجر على موقع قاعدة بيانات الفيلم (الإنجليزية)
- يوليا سينيجر على موقع كينوبويسك (الروسية)